# Xapian
Xapian est un moteur de recherche open source, diffusé sous licence GPL. Il est écrit en C++, avec des extensions qui permettent de l'utiliser à partir de langages tels que Perl, Python, PHP, Java, Tcl, C#, et Ruby.
Xapian se veut un outil souple et s'intégrant facilement avec d'autres applications pour leur adjoindre des fonctions d'indexation et de recherche très sophistiquées[Quoi ?].
Il met en œuvre l'approche probabiliste en recherche d'information et fournit un ensemble d'opérateurs booléens.
Xapian peut être utilisé pour indexer le contenu d'un site web ou d'un système de fichiers sur un poste de travail (par exemple via recoll ou Baloo, sous Linux).